# Vliegende booteend
De vliegende booteend (Tachyeres patachonicus) is een vogel uit de familie Anatidae. De wetenschappelijke naam van de soort is voor het eerst geldig gepubliceerd in 1828 door King.

## Kenmerken
Het verenkleed is grijsblauw, met witte en zwarte vleugelpennen. De snavel en poten zijn geel. Van het oog naar de hals loopt een witte streep. De lichaamslengte bedraagt 70 cm.

## Voorkomen
De soort komt voor in het zuiden van Chili en Argentinië en op de Falklandeilanden.

## Status
De grootte van de populatie is in 2006 geschat op 7300-18.000 volwassen vogels. Op de Rode lijst van de IUCN heeft deze soort de status niet bedreigd.